# Zwarte kiekendief
De zwarte kiekendief (Circus maurus) is een roofvogel uit de familie Accipitridae. Het is een kwetsbare roofvogelsoort  in Lesotho, Namibië en Zuid-Afrika. De soort werd in 1828 door Coenraad Jacob Temminck geldig beschreven als Falco maurus.

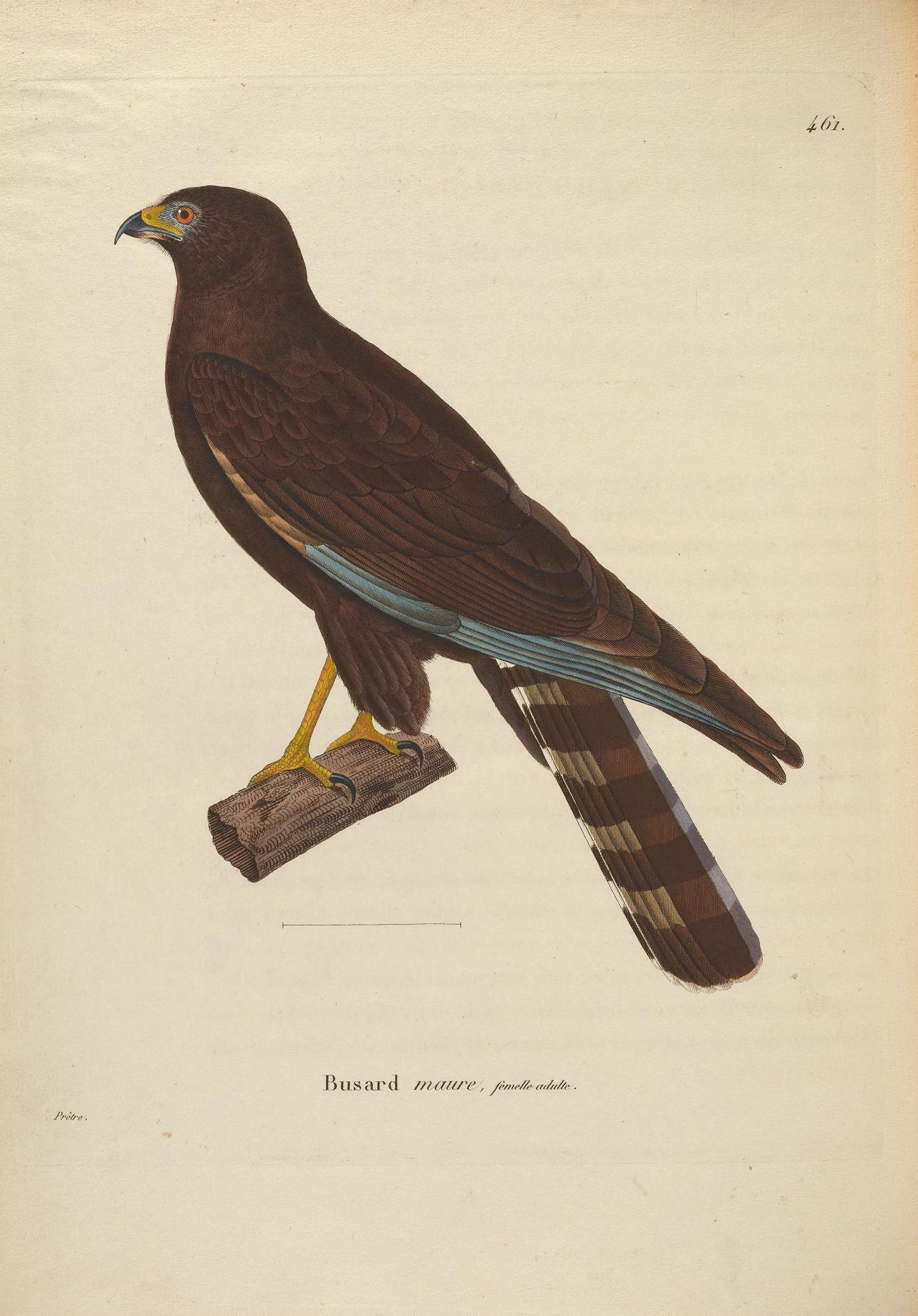
Illustratie uit de eerste beschrijving door Temminck.

## Kenmerken
De vogel is 48 tot 53 cm lang en daarmee een middelgrote kiekendief. De volwassen vogel is onmiskenbaar: overwegend zwart met een zwart-wit dwarsgestreepte staart, witte stuit en gele poten. Ook de ogen en de washuid bij de snavel zijn geel. Op de ondervleugels zitten witte vlakken die scherp contrasteren met het zwart in de rest van het verenkleed. Onvolwassen vogels zijn donkerbruin met spikkels en streepjes, maar ze zijn toch door hun overwegend donkerbruine verenkleed van andere jonge kiekendieven te onderscheiden.

## Verspreiding en leefgebied
Het kerngebied van de verspreiding ligt in de West-Kaap van Zuid-Afrika en verder in andere Zuid-Afrikaanse provincies. Daarnaast broedt een geïsoleerde populatie in het noorden van Namibië. Niet broedende vogels zijn waargenomen in Lesotho, Botswana en Swaziland. Het leefgebied bestaat uit kuststreken en montane gebieden begroeid met fynbos, maar ook halfwoestijnen in de Karoo en open vlaktes met lage vegetatie of akkers.

## Status
De grootte van de populatie werd in 2012 door BirdLife International geschat op 1000 tot 1500 individuen en de populatie-aantallen nemen in sommige delen van het verspreidingsgebied af. Geschikt leefgebied nam tussen 1900 en 2000 af met 50% (0,69% per jaar) en dit gaat sinds de eeuwwisseling versneld door met meer dan 3% per jaar. Natuurlijk bos wordt in brand gestoken om het gebied voor beweiding geschikt te maken. Verder blijkt dat de gemiddelde hoeveelheid regenval in sommige streken afneemt. Om deze redenen staat deze soort sinds 2017 als bedreigd op de Rode Lijst van de IUCN.